# Hemidactylus aporus
Hemidactylus aporus är en ödleart som beskrevs av  George Albert Boulenger 1906. Hemidactylus aporus ingår i släktet Hemidactylus och familjen geckoödlor. Inga underarter finns listade i Catalogue of Life.